# ウッティタウン6丁目
『ウッティタウン6丁目』（ウッティタウンろくちょうめ）は、テレビ山梨（UTY）で2014年10月4日から2020年3月20日まで生放送で放送されていた情報番組である。

## 概要
『ウッティ発!』の後番組として2014年10月22日に毎週水曜19:00 - 19:52に放送が開始され、2015年12月16日まで同時間帯で放送（後番組は『トコトン掘り下げ隊!生き物にサンキュー!!』〈TBS制作〉を同時ネット）。2016年1月4日より帯番組化され、長年に亘りドラマの再放送枠であった毎週月 - 金曜での放送を開始（放送時間は16:53（2017年10月2日以降は16:50） - 17:50）。
番組では主に山梨県内のロケ・中継コーナー、県外の日帰り旅行企画、グルメ情報や料理企画などが放送されていた。
OPでは「4時50分、4時50分です。」の時報後に画面が切り替わり、MCの黒澤知弘や番組レギュラーが一言メッセージを残した後にタイトル映像が流れていたが、2018年3月30日より山梨県内の公共・商業施設内の一角に潜んだ出演者（主にみなみおばちゃん）を探す「○○を探せ！」のコーナーがタイトル映像の前に放送される事があった。
番組キャッチフレーズは『夕ちゃん（Uチャン）、黒ちゃん、6チャンネル♪』（2016～2018年まで使用）。
2020年3月30日より平日16:45-18:55に『UTYニュースの星』と統合した大型情報番組『スゴろく』としてリニューアルされるのに伴い、当番組は3月20日で終了（23日～27日はKAT-TUNの世界一タメになる旅!が放送された。）。放送時間はこれまでと違い、16:45 - 18:55までとなる。なお番組途中の17:50 - 18:15まで、TBSのNスタを放送する。

## 放送時間
- 月 - 金曜 16:50 - 17:50 （2017年10月2日 - 2020年3月20日）

過去の放送時間
- 水曜 19:00 - 19:52 （2014年10月22日 - 2015年12月16日）
- 月 - 金曜 16:53 - 17:50 （2016年1月4日 - 2017年9月29日）

年により1月初旬とゴールデンウィーク中、8月中旬の週は番組の生放送を休止し、VTR中心の番組の総集編や『ニッポンど真ん中!』やドラマの再放送などの別番組が放送される他、スポーツ番組（『日本選手権シリーズ』『プロ野球ドラフト会議』『アジア競技大会』の中継、オリンピック・FIFAワールドカップ期間中の『Nスタ』拡大放送等）や特別報道番組等が放送される場合、放送時間短縮および番組休止となる。

## 出演者
番組末期の2020年3月時点の出演者。
番組内では「6丁目ファミリー」と称される。女性MCは日替わりで主に2人が出演。★はUTYアナウンサー（当時含む）。
スタジオ進行
- 黒澤知弘★ - メインMC、火曜「クロめし」担当。（2014年10月 - 2020年3月）
- 青木美菜★ - MC・街かどニュース・中継・月曜「青木美菜のやってみたい100のコト」、金曜「いただき!口コミごはん」担当。（2014年10月 - 2020年3月）[6]
- 小田切いくみ★ - MC・街かどニュース・中継担当。（2017年6月までニュースコーナー担当）（2016年1月 - 2020年3月）
- 西垣友香★ - MC・街かどニュース・中継担当。（2018年4月 - 2020年3月）
- 前村里菜（フリーアナウンサー） - MC・金曜「いただき!口コミごはん」担当。（2017年9月 - 2020年3月）
- 三浦正則★ - 中継担当。（2019年 - 2020年3月）
- 山崎薫子★ - ニュースコーナー担当。（2017年7月 - 2020年3月）
- 小嶋優★ - ニュースコーナー担当。（水曜時代まで「町内会会長」としてメインMC。夕方移行後は2017年6月まで中継担当。）（2014年10月 - ）
- 小塚恵理子（天気予報士） - 天気予報担当。（2016年1月 - 2020年3月）

中継リポーター
- みなみおばちゃん - 番組上の設定は高杉'Jay'二郎の遠戚および性別は妖怪[7]。 甲府駅南口の中継コーナー「駅前いどばた会議 えきばた!」（不在時はUTYのアナウンサーが担当。）、水曜コーナー「みなみおばちゃんの値切りまっせ〜」、「みなみおばちゃんの笑顔にした〜い」、黒澤不在時の代理MC担当。（2016年1月 - 2020年3月）

曜日レギュラー
- テツandトモ - 月曜「テツandトモの山梨いいトコなんでだろ〜」担当。（2016年1月 - 2020年3月）
- 中込雄貴（番組ディレクター） - 隔週火曜「ゆうちゃんの日帰りバスツアー」担当。（2016年1月 - 2020年3月）
- 奥秋曜子（ごちそうマイスター） - 月一水曜「6丁目ごちキッズ」担当。（2016年4月 - 2020年3月）
- くるみ、ゆあ、けんしん（二代目ごちキッズ） - 月一水曜「6丁目ごちキッズ」担当。（2019年4月 - 2020年3月）
- 岩内利津子（カフェ「ローズファーム」スタッフ） - 水曜「6丁目キッチン10ミニッツ」担当。（2018年4月 - 2020年3月）
- 由井克典（手打ちそば「奥村本店」スタッフ） - 水曜「6丁目キッチン10ミニッツ」担当。（2018年4月 - 2020年3月）
- 伊藤博文（パン製造業「コーナーポケット」スタッフ） - 水曜「6丁目キッチン10ミニッツ」担当。（2018年10月 - 2020年3月）
- 古屋千鶴（クッキングスタジオ「マルサマルシェ」スタッフ） - 水曜「6丁目キッチン10ミニッツ」担当。（2018年10月 - 2020年3月）
- 矢部太郎（カラテカ） - 木曜「カラテカ矢部のおもひでスケッチ」「やまなし発見!太郎ちゃんゼミナール」担当。（2016年1月 - 2020年3月）
- 名執瞭子（UTY元アナウンサー） - 木曜「カラテカ矢部のおもひでスケッチ」「やまなし発見!太郎ちゃんゼミナール」ナレーション。（2016年1月 - 2020年3月）

2019年以前の出演者
- 村田美紀★ - 水曜時代まで「町内会副会長」としてサブMC。（2014年10月 - 2016年3月）
- 石垣英輔★ - 幸せ配達人・ニュースコーナー担当。（2014年10月 - 2017年6月）
- 野牛あかね★ - 街かどニュース・中継担当。（2016年1月 - 2017年3月）
- カピル・ミタル（山梨県内の宝石商） - 隔週火曜「カピルのナマステ山梨」担当。（2016年1月 - 2017年3月）
- 功刀あつみ（栄養管理士） - 水曜「水曜だっ!6丁目キッチン」担当。
- 佐藤泰男（UTY元アナウンサー） - 隔週月曜「佐藤泰男のサンサン散歩」担当。（2016年1月 - 2017年9月）
- 鷹木信悟（プロレスラー） - 月一火曜「鷹木信悟の山梨いいトコなんでずら〜」担当。（2016年4月 - 2018年4月）
- しおん、まどか（初代ごちキッズ） - 月一水曜「6丁目ごちキッズ」担当。（2016年4月 - 2019年3月）
- 原綾香★ - 街かどニュース・中継担当。（2016年4月 - 2017年12月）
- 山口里奈★ - MC・街かどニュース・中継・金曜「いただき!口コミごはん」担当。（2016年1月 - 2018年7月）

## 関連番組
ウッティタウン6丁目のカフェ
『はなきんマーケット』の後番組として2016年1月8日よりにて放送開始。放送時間は毎週金曜9:55 - 10:25（2017年9月までは10:55 - 11:25）。番組では『はなきん』と同様、UTY主催および山梨県内のイベント情報、企業・商品のPR、中部地方のTBS系列局との合同企画、番組宣伝などか放送される。番組進行は岡野真士（2017年6月までは小嶋優）と元UTYアナウンサーの鈴木春花（2018年7月までは山口里奈）が担当。2018年9月28日に『みなみおばちゃんの6丁目ガッチリ金曜日』へのリニューアルに伴い終了。
みなみおばちゃんの6丁目ガッチリ金曜日→みなみおばちゃんのガッチリ金曜日
『ウッティタウン6丁目のカフェ』の後番組として2018年10月5日開始の生放送番組。放送時間は毎週金曜9:55 - 10:30。番組進行はみなみおばちゃんと前番組に続き鈴木が担当し、アシスタントとしてNNS所属（2019年4月より）のアナウンサー・堀内えみりが一時期担当。番組内容は6丁目のカフェと同様、企業・商品のPRや通販情報、天気予報などで構成される。『ウッティタウン6丁目』終了後も当番組は継続して放送される。

## その他
- 2016年10月よりTBS系列で放送されたドラマ『逃げるは恥だが役に立つ』とのコラボで、ウッティタウン6丁目の出演者が同ドラマのエンディング『恋ダンス』を踊る動画がYouTubeのUTY公式アカウントで公開された（現在は公開終了）[8][9]。
- 2017年1月に矢部がやまなし大使に就任したのを記念し、2月6日から10日まで『やまなし大使就任記念感謝WEEK』と題し、矢部が一週間にわたり番組に出演した。これ以降も『矢部太郎画伯からの挑戦状』の企画等で一週間出演する事があった。
- 2018年と2019年の『UTYカラオケ大賞』の特番は当番組をベースに制作され、MCは黒澤を中心にアナウンサー3人が担当し、リポーターとしてみなみおばちゃんが、審査員としてテツandトモと松原のぶえ（2018年）、森口博子（2019年）、伊藤薫等が出演。
- 2018年3月2日にNHK甲府放送局で放送された同局開局80周年記念番組 『ヤマナシQUEST 今夜は笑って！山梨がイチバン』にみなみおばちゃんが出演[10]。これに先駆け前日1日に同局の『かいドキ』に番組宣伝を兼ねてみなみおばちゃんが出演し[11]、2日の6丁目の放送内で開局記念番組の司会を務めた同局アナウンサーの志賀隼哉が『駅前いどばた会議 えきばた!』のコーナーに出演した。
- 同年6月27日に甲府市による公共交通機関の利用を促進する制度「甲府市バス・鉄道乗る乗るレンジャー」のイメージキャラクターにみなみおばちゃんが起用された[12]。
- 2019年3月から4月にかけてUTYと同じJNN系列である青森テレビ、テレビ山口、テレビ高知が2020年にそれぞれ開局50周年を迎えるのに合わせ、各放送局のアナウンサー・リポーターが各所の桜スポットを中継で紹介するコラボ企画を行なった。